# Cayo Calpetano Rancio Sedato
Cayo o Gayo Calpetano Rancio Sedado  fue un senador romano del siglo I, cuya carrera se desarrolló bajo los imperios de Tiberio, Calígula y Claudio.

## Carrera pública
Era hijo de Cayo Calpetano Estacio Rufo, sucesivamente, curator operorum publicorum y curator riparum et alvei Tiberis. Su primer cargo conocido fue el de curator tabullarium publicorum en 45, cargo reservado a senadores de rango pretorio. Poco después, Claudio permitió que fuese elegido consul suffectus entre marzo y abril de 47, sustituyendo al mismo emperador. Después, fue nombrado gobernador de la provincia Dalmacia, guarnecida por dos legiones, la Legio VII Claudia y la Legio XI Claudia.
Su hijo fue Cayo Calpetano Rancio Quirinal, consul suffectus en 71, bajo Vespasiano.